# Csuda pasi
A Csuda pasi (eredeti cím: Wonder Man)  1945-ben bemutatott zenés vígjáték. Főszereplő Danny Kaye, aki kettős szerepet játszik, egy ikerpár mindkét tagját.

## Cselekménye
|  | Alább a cselekmény részletei következnek! |

Buster Dingle (művészneve: Buzzy Bellew) és Edwin Dingle egypetéjű ikrek, akik külsőleg nagyon hasonlítanak, de személyiségük erősen különböző. Évek óta nem találkoztak. Buster egy éjszakai lokálban lép fel (Pelican Club), mint énekes-komikus, Edwin pedig szemüveges, könyvtárba járó, visszahúzódó típus.
Buster szemtanúja lesz egy gyilkosságnak, amit Ten Grand Jackson maffiafőnök utasítására az emberei követnek el. A bírósági tárgyalás néhány nap múlva esedékes, ahol Buster a koronatanú. Nem sokkal később azonban „Ten Grand” emberei Bustert is lelövik és a holttestet egy kis mesterséges tóba dobják. Buster szelleme azonban arra kéri az oda keveredő öccsét, hogy lépjen az ő helyébe, tanúskodjon a bűnös ellen a bíróságon. Edwin nehezen, de rááll a dologra. Bátyja szellemét csak ő látja és hallja, ebből sok bonyodalom származik. Hogy kisegítse, Buster időnként testvére testébe bújik.
Mivel azt hiszik, hogy Buster mégse halt meg, ezért „Ten Grand” emberei üldözik Edwint és meg akarják ölni. „Buster”-nek a lokálban dolgoznia kell, ezért Buster Edwin bőrébe bújva adja elő a virágokra allergiás orosz énekes komikus számát.
További félreértések forrása, hogy Buster udvarolt egy lánynak, akit el akart venni feleségül és aki szintén a lokálban dolgozik, és a cseréből semmit sem vesz észre; illetve Edwinnek is van egy bátortalan próbálkozása egy hölgy felé, aki a kedvenc könyvtárában dolgozik és időnként feltűnik Edwin körül.
A történet végén Edwin a saját választottját veszi feleségül, míg Buster menyasszonyát a lokál tulajdonosa vezeti oltár elé (aki folyamatosan udvarolt a hölgynek).
|  | Itt a vége a cselekmény részletezésének! |

## Szereposztás
- Danny Kaye – Edwin Dingle és Buzzy Bellew
- Virginia Mayo – Ellen Shanley
- Vera-Ellen – Midge Mallon
- Donald Woods – Monte Rossen
- S. Z. Sakall – Schmidt
- Allen Jenkins – Chimp
- Edward Brophy – Torso
- Steve Cochran – "Ten Grand" Jackson
- Otto Kruger – kerületi ügyész
- Richard Lane – a kerületi ügyész asszisztense
- Natalie Schafer – Mrs. Hume
- Huntz Hall – tengerész
- Virginia Gilmore – a tengerész barátnője
- Edward Gargan – rendőr a parkban
- Goldwyn Girls – (tánckar)

A stáblistában nem tüntették fel: Eddie Acuff, Luis Alberni, Leon Belasco, Chester Clute, Cecil Cunningham, Bess Flowers, Byron Foulger, Eddie Kane, Grant Mitchell és Jack Norton.

## Díjak, jelölések
A filmet négy Oscar-díjra jelölték, ebből egyet kapott meg:
elnyert díj
- 1946, „legjobb speciális effektusok” – John P. Fulton (kép), Arthur Johns (hang)

jelölések
- 1946, „legjobb eredeti dal” („So in Love”) – David Rose (zene), Leo Robin (szöveg)
- 1946, „legjobb zene zenés filmben” – Louis Forbes és Ray Heindorf
- 1946, „legjobb hangfelvétel” – Gordon Sawyer
- 1946, Cannes-i filmfesztivál[2]

## Fordítás
Ez a szócikk részben vagy egészben  a   Wonder Man című angol Wikipédia-szócikk fordításán alapul.  Az eredeti cikk szerkesztőit annak laptörténete sorolja fel. Ez a jelzés csupán a megfogalmazás eredetét és a szerzői jogokat jelzi, nem szolgál a cikkben szereplő információk forrásmegjelöléseként.